# Sobreda
Sobreda – dawna parafia (freguesia) Almady i jednocześnie miejscowość w Portugalii. W 2011 zamieszkiwało ją 15 166 mieszkańców, na obszarze 6,64 km². W 2013 stała się częścią nowo utworzonej parafii Charneca de Caparica e Sobreda.